# José Mota (acteur)
Pour les articles homonymes, voir Mota et José Mota.
José Sánchez Mota (né le 30 juin 1965 à Montiel) est un humoriste et un acteur espagnol de cinéma, de télévision et de doublage.

## Filmographie partielle

### Cinéma
- 1990 : Ni se te ocurra... de Luis María Delgado : Jose
- 2000 : Ekipo Ja de Juan Muñoz : Tomás Rabero
- 2001 : Torrente 2: Misión en Marbella de Santiago Segura : Josito
- 2005 : Torrente 3: El protector de Santiago Segura : Josito
- 2011 : Torrente 4: Lethal Crisis de Santiago Segura : Josito
- 2011 : Un jour de chance d'Álex de la Iglesia
- 2017 : Abracadabra de Pablo Berger

### Télévision
- 1994 : Vaya tele
- 1995 : Estamos de vuelta
- 1998 : Este no es el programa de los viernes
- 1999 : Estamos en directo
- 2000-2004 : Cruz y Raya.com
- 2004-2007 : Juan y José.show
- 2009-2012 : La Hora de José Mota
- Depuis 2013 : La noche de José Mota